# Малый голубой зимородок
Малый голубой зимородок (лат. Alcedo coerulescens) — вид птиц из семейства зимородковых. Подвидов не выделяют. Обитает в Юго-Восточной Азии.

## Описание
Зимородок небольшого размера, длина тела до 13 см. Верхняя часть тела окрашена различные оттенки синего цвета. Уздечки белого цвета; на каждой стороне шеи заметное белое пятно. Низ белый с лазурно-голубым нагрудником. Клюв чёрный, а ноги тёмно-коричневые. У самки более тусклое и слегка зеленоватое оперение и более узкая полоса на груди.

## Ареал
Является эндемиком Индонезии. Обитает на высотах до 800 м. Ареал простирается от Суматры на западе до Малых Зондских островов на востоке.